# 전현아
전현아(1971년 10월 9일 ~ )는 대한민국의 배우이다. 
배우 전무송의 딸로 SBS 4기 공채탤런트 출신이다. 드라마 《여인천하》, 《토지》, 《왕과 나》, 《장희빈》, 《맛을 보여드립니다》, 《이웃집 웬수》 등에서 인상적인 연기를 선보였으며, 《님을 찾는 하늘소리》, 《번데기》, 《베니스의상인》, 《코카서스의 백묵원》, 《가스등》, 《유령》, 《상당한 가족》, 《욕망이란 이름의 전차》, 《쉬반의 신발》, 《산소》, 《뜨거운 파도-평양에서 온 형사》, 《차이메리카》, 《엄마 이야기》  수많은 연극작품에도 출연하였다. 극단 그루(전 꼭두)의 단원으로 활동하며 여러 작품의 작가로도 활동하였고 연극작품을 연출하기도 했다..
연극활동 당시 함께 작품에 출연한 아역배우 출신의 김진만과 2002년 결혼하였으며, 결혼식 당시 공연형식의 결혼식이 화제가 된 바 있다.

## 학력
- 국립국악고등학교 가야금 전공
- 동국대학교 연극영화학 학사
- 동국대학교 대학원 연극영화학 석사

## 출연 작품

### 드라마
- 2001년 SBS 대하 사극 《여인천하》 ... 장상궁(금이) 역
- 2003년~2004년 SBS 광복 60주년 대하드라마《토지》 ... 임이 역
- 2007년 SBS 월화 미니시리즈 《강남엄마 따라잡기》 ... 수빈 엄마 역
- 2007년 SBS 대하사극 《왕과 나》 ... 감찰 상궁 역
- 2007년 MBC 《별순검 시즌1》 ... 이업복의 누나 역
- 2009년 SBS 주말극장 《이웃집 웬수》 ... 채영주 역
- 2014년 KBS2 단막극 《KBS 드라마 스페셜 - 수상한 7병동》 ... 김정숙 역
- 2017년 SBS 주말특별기획 《운명과 분노》 ... 이정혜 역
- 2024년 MBC 금토드라마 《원더풀 월드》 ... 김시라 역

### 연극
- 1993년 서울예술단 뮤지컬 <님을 찾는 하늘 소리> .... 아미낭자 역 데뷔
- 2017년, 2018년 <엄마이야기> .... 엄마 역